# 명화 도난 소동
명화 도난 소동(Le Gendarme Se Marie, The Gendarme Gets Married)은 이탈리아에서 제작된 장 지롤 감독의 1968년 코미디 영화이다. 루이스 드 푸네스 등이 주연으로 출연하였고 제라드 베이토트 등이 제작에 참여하였다.

## 출연

### 주연
- 루이스 드 푸네스
- 제네비에브 그래드
- 마이클 갈라브루

### 조연
- 장 르페브르
- 다니엘 카우치
- 매들린 델라바이브레
- 클로드 피엡루

## 제작진
- 원작자: 리처드 발두치